# Orcia (Wein)
Mit dem Namen Orcia DOC werden italienische Rot-, Weiß- und Roséweine sowie ein Vin Santo aus der Provinz Siena, Toskana bezeichnet. Die Weine besitzen seit dem Jahr 2000 eine „kontrollierte Herkunftsbezeichnung“ (Denominazione di origine controllata – DOC), die zuletzt am 7. März 2014 aktualisiert wurde.

## Anbau

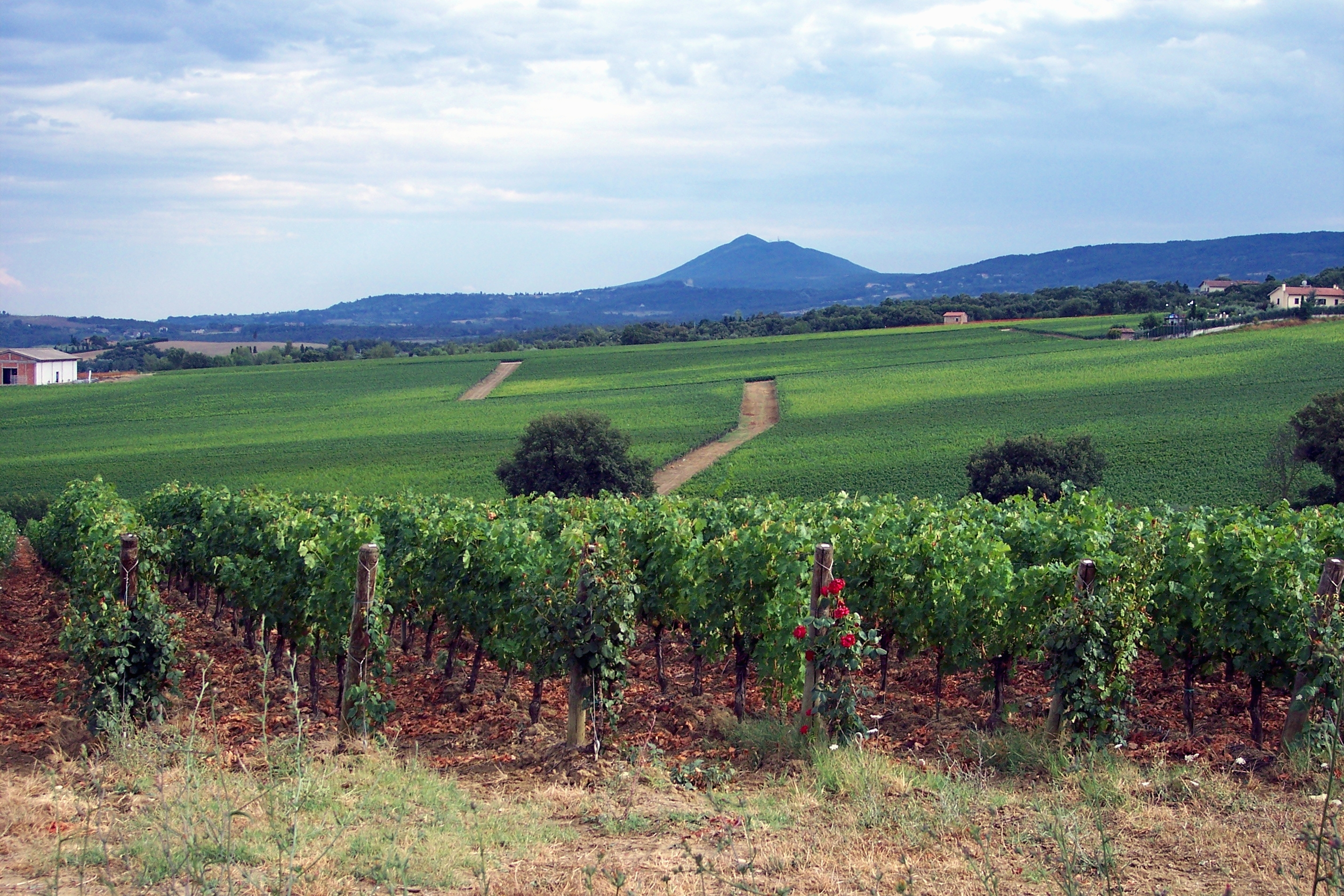
Weinanbau im Val d’Orcia

Anbau und Vinifikation dieser Weine sind nur in den Provinz Siena in der Region Toskana gestattet. Die zugelassenen Gemeinden sind: Castiglione d’Orcia, Pienza, Radicofani, San Quirico d’Orcia, Buonconvento, Trequanda sowie Teile der Gemeinden von Abbadia San Salvatore, Chianciano, Montalcino, Sarteano, San Casciano dei Bagni und Torrita di Siena.

## Erzeugung
Für die verschiedenen Typen schreibt die Denomination folgende Rebsorten vor:
- Orcia (ohne weiteren Zusatz, jedoch auch als „Riserva“): ist ein Rotwein, in dem mindestens 60 % Sangiovese enthalten sein müssen. Höchstens 40 % andere rote Rebsorten, die für den Anbau in der Region Toskana zugelassen sind, dürfen zugesetzt werden. Außerdem dürfen höchstens 10 % weiße Rebsorten, die für den Anbau in der Region Toskana zugelassen sind, in der Mischung enthalten sein.
- Orcia Rosato: Mindestens 60 % Sangiovese müssen enthalten sein. Höchstens 40 % andere rote Rebsorten, die für den Anbau in der Region Toskana zugelassen sind, dürfen zugesetzt werden. Außerdem dürfen höchstens 10 % weiße Rebsorten, die für den Anbau in der Region Toskana zugelassen sind, in der Mischung enthalten sein.
- Orcia Bianco: Mindestens 50 % Trebbiano Toscano müssen enthalten sein. Höchstens 50 % andere weiße Rebsorten, die für den Anbau in der Region Toskana zugelassen sind, dürfen zugesetzt werden.
- Orcia Sangiovese und Orcia Sangiovese Riserva: Mindestens 90 % Sangiovese müssen enthalten sein. Höchstens 10 % Canaiolo nero, Colorino, Ciliegiolo, Foglia tonda, Pugnitello und Malvasia nera dürfen – einzeln oder gemeinsam – zugesetzt werden.
- Orcia Vin Santo: Mindestens 50 % Trebbiano Toscano und Malvasia Bianca Lunga müssen – einzeln oder gemeinsam – enthalten sein. Höchstens 50 % andere weiße Rebsorten, die für den Anbau in der Region Toskana zugelassen sind, dürfen zugesetzt werden.

Der Orcia darf das Prädikat „Riserva“ tragen, wenn er mindestens 24 Monate gereift ist, davon mindestens 12 Monate im Holzfass. Orcia Sangiovese muss mindestens 30 Monate gereift sein (davon mindestens 24 Monate im Holzfass), bevor er mit dem Prädikat „Riserva“ versehen werden kann.